# سيث تانر
سيث تانر (بالإنجليزية: Seth Tanner)‏ هو مستكشف أمريكي، ولد في 6 مارس 1828 في Bolton, New York ‏ في الولايات المتحدة، وتوفي في 3 ديسمبر 1918 في تايلور في الولايات المتحدة.